# Lamprempis meridionalis
Lamprempis meridionalis är en tvåvingeart som beskrevs av Engel 1928. Lamprempis meridionalis ingår i släktet Lamprempis och familjen dansflugor.
Artens utbredningsområde är Bolivia. Inga underarter finns listade i Catalogue of Life.